# 彭钊
彭钊（1952年9月—），广西玉林人，汉族，中华人民共和国政治人物，全国政协委员。
加入中国农工民主党，担任农工党中央常委、广西壮族自治区委主委、广西壮族自治区政协副主席。2008年，当选第十一届全国政协委员，代表中国农工民主党，分入第十组。